# 大槻薬品
株式会社大槻薬品（おおつきやくひん）は、東京都中央区日本橋小伝馬町16-5に本社を置く主に医薬品・医療機器の卸売りを扱う企業であった。現在は「東邦薬品」である。

## 概要
- 代表取締役社長　大槻鶴子
- 昭和25年8月設立

## 主な取引メーカー
- 武田薬品
- 萬有製薬
- 住友製薬